# Javier Soria Quintana
Javier Soria Quintana (Bilbao, 1978) es un diplomático español. Es el embajador de España en Libia (desde 2024).

## Biografía
Nacido en Bilbaoes originario de Burgos. Tras licenciarse en Derecho y Administración de empresas por la Universidad Pontificia de Comillas, completó su formación universitaria con un máster en Relaciones Internacionales en la Universidad de Georgetown (Washington D. C.), y trabajó como analista financiero en el Departamento de Análisis de Inversiones Globales de Goldman Sachs (Londres). Posteriormente ingresó en la carrera diplomática (2008).
Comenzó su carrera diplomática en el Ministerio de Asuntos Exteriores como jefe de servicio en la oficina del Alto Representante para la Presidencia Española de la Unión Europea en Presidencia del Gobierno (2008-2009) y como jefe de área para Oriente Medio en la Dirección General del Mediterráneo, Magreb y Oriente Próximo (2009-2012). Posteriormente fue asesor diplomático en el gabinete de la vicepresidenta del Gobierno y ministra de la Presidencia (2012-2015).
Ha estado destinado en las representaciones diplomáticas españolas en Amán (Jordania, 2015-2019), Riad (Arabia Saudí, 2019-2021), y Ginebra (Misión Permanente de España ante las Naciones Unidas y otros organismos técnicos: Organización Mundial de la Propiedad Intelectual - OMPI, Organización Internacional del Trabajo - OIT y la Unión Internacional de Telecomunicaciones - UIT, 2021).
Es embajador de España en Libia (desde 2024).